# Charles Fontaine (Dichter)
Charles Fontaine (* 13. Juli 1513 in Paris; † 1588 in Lyon) war ein französischer Dichter und Übersetzer.

## Leben und Werk
Charles Fontaine wuchs in Paris auf, besuchte das Collège du Plessis und bestand 1530 das Magisterexamen. Er bildete sich bei dem Hellenisten Pierre Danes weiter, trat in die Abtei Saint-Victor ein und schrieb bis 1536 geistliche Dichtung, die nicht veröffentlicht wurde. Als Freund des als Ketzer verschrienen Clément Marot, der 1534 fliehen musste, polemisierte er von 1534 bis 1537 zusammen mit Bonaventure des Périers gegen die Anti-Marotisten um François Sagon. 1541 wandte er sich mit der polemischen Schrift Contr’amie de cour gegen das als unmoralisch empfundene Werk L’Amie de cour von Bertrand de La Borderie, das in der Nachfolge des Höflings von Baldassare Castiglione stand. In dem, was man als Querelle des femmes und Querelle des amies bezeichnet hat, optierte Fontaine für die Familie, wie er sie selbst erlebt hatte. Nach einer Italienreise (auch zu Renée de France in Ferrara) ließ er sich in Lyon nieder, veröffentlichte seine Gedichte und übersetzte für bedeutende Mäzene (Jean Brinon, Claude d’Annebault und die Familie Crussol) in Versen aus dem Lateinischen. 1564 wurde er mit der Begrüßung des Königs Karl IX. beauftragt.

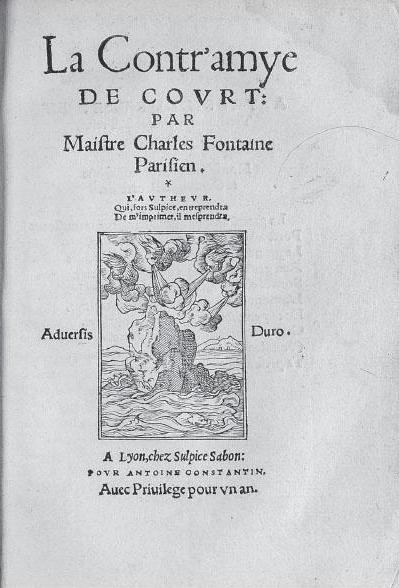
Werk von Charles Fontaine

## Werke (Auswahl)
- (mit anderen) Les disciples et amys de Marot contre Sagon, La Hueterie et leurs adherentz. Paris 1537. (gegen François de Sagon und Charles de La Hueterie)
- La contr’amye de court. A. Saulnier, Paris 1543.
- La Fontaine d’amour. Contenant Elégies, Epistres et Epigrammes. Jean de Tournes, Lyon 1545.
- (Übersetzer) Les epistres d’Ovide nouvellement mises en vers françoys par M. Charles Fontaine parisien avec les prefaces & annotations, le tout non par-cy devant imprimé. Jean Temporal, Lyon 1552. (Epistulae ex Ponto)
- Les Ruisseaux de Fontaine. Oeuvre contenant Epitres, Elegies, Chants divers, Epigrammes, Odes, & Estrenes pour cette presente annee 1555. Thibauld Payen, Lyon 1555.
- Figures du Nouveau Testament. Jean de Tournes, Lyon 1559.